# ديوغو هوبنر
ديوغو هوبنر (بالبرتغالية: Diogo Hubner) مواليد 30 يناير 1983، هو لاعب كرة يد برازيلي يلعب كوسط مدافع. مثل منتخب البرازيل لكرة اليد. شارك في دورة الألعاب الأولمبية الصيفية سنة 2016. حقق المركز الأول في دورة الألعاب الأمريكية 2015.

## سجل المنافسة
شارك في البطولات التالية:
- بطولة العالم لكرة اليد للرجال 2015
- الألعاب الأولمبية الصيفية 2016

## الميداليات
| الميدالية | المسابقة                    |
| --------- | --------------------------- |
| ذهبية     | دورة الألعاب الأمريكية 2015 |

## روابط خارجية
- ديوغو هوبنر على موقع أوليمبيديا (الإنجليزية)
- ديوغو هوبنر على موقع اللجنة الأولمبية البرازيلية (البرتغالية)